# Morris Hirsch
Morris William Hirsch  (Chicago, 28 de junho de 1933) é um matemático estadunidense.

## Obras
- com Smale, Robert Devaney: Differential equations, dynamical systems and an introduction to chaos, Academic Press 2004 (2ª Edição)
- com Smale: Differential equations, dynamical systems and linear algebra, Academic Press 1974
- Differential Topology, Springer 1976, 1997
- com Barry Mazur: Smoothings of piecewise linear manifolds, Princeton University Press 1974
- com C. C. Pugh, M. Shub: Invariant Manifolds, Springer 1977